# Bundesnachrichtendienst
El Servicio Federal de Inteligencia (en alemán: Bundesnachrichtendienst, BND) es la agencia de inteligencia extranjera del gobierno alemán. Esta institución está bajo el control directo de la Oficina del Canciller. Su oficina central está situada en Pullach, población próxima a Múnich, y cuenta con otra sede en Berlín. Actualmente se está proyectando unificar sus sedes en Berlín hacia 2014. El BND tiene 200 oficinas o delegaciones en Alemania y en el extranjero. En 2012, el BND empleaba alrededor de 6500 personas, de las cuales el 10% eran soldados del ejército alemán (Bundeswehr) empleados oficialmente por el Amt für Militärkunde (Oficina de Ciencias Militares), que es solamente un nombre tapadera. El presupuesto anual del BND supera los 460.000.000 de euros en el año 2009.
Otras instituciones alemanas que comparten los fines del BND son la Oficina Federal de Protección de la Constitución (Bundesamt für Verfassungsschutz, BfV) y las 16 oficinas estatales de protección de la constitución (Landesämter für Verfassungsschutz) en cada uno de los Länder. Además también hay otro servicio de inteligencia de carácter militar, la Oficina de Contrainteligencia Militar (Militärischer Abschirmdienst, MAD).
El Servicio federal de Información es el sucesor de la Organización Gehlen, y quizás por ello Reinhard Gehlen sea la figura central en la historia del BND.

## Historia

### Orígenes

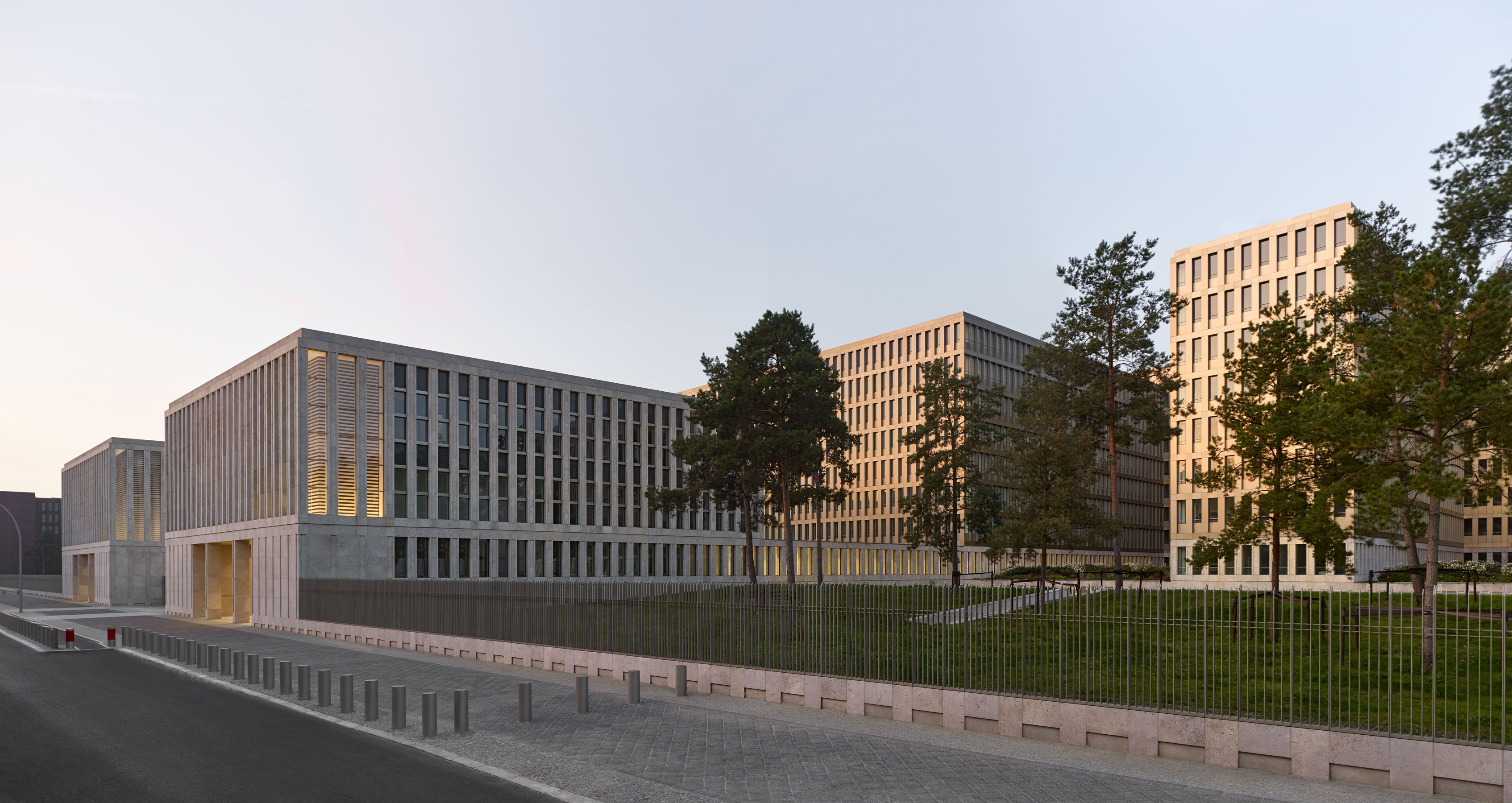
Bundesnachrichtendienst en Berlín.

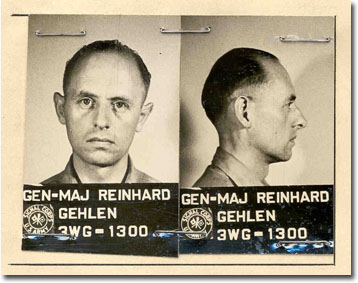
Gral. Mayor Reinhard Gehlen, primer director del BND.

Como un resultado de la derrota de la Alemania Nazi en 1945, el territorio alemán fue dividido en zonas de ocupación militar estadounidense, británica, francesa y soviética. En los años 1945–1949 la división entre las tres zonas occidentales de Alemania y la zona soviética en el este se hizo más permanente, hasta que la alianza entre la URSS y las naciones de Europa occidental se disolvió con la creación del Telón de Acero atravesando todo el continente, y separando la parte oriental comunista de los países occidentales capitalistas.
El 23 de mayo de 1949 Francia, Reino Unido y EE. UU. otorgaron soberanía parcial a sus antiguas zonas de ocupación formando una República Federal de Alemania (RFA), dirigida por el canciller Konrad Adenauer, aunque el país no llegó a ser totalmente independiente hasta el 5 de mayo de 1955.
En 1946, desde poco después del final de la Segunda Guerra Mundial, un oficial que había estado al mando de la agencia de inteligencia militar alemana el Frente oriental, el mayor general Reinhard Gehlen, estableció relaciones con servicios similares en el Reino Unido, como el SIS, y la inteligencia militar de los Estados Unidos. Creó la Organización Gehlen (Gehlen Org, o simplemente la Org), compuesta de ex-oficiales alemanes que, habiendo trabajado en el servicio de inteligencia alemán frente a la Unión Soviética, pasaron a trabajar para las potencias occidentales, con sus contactos de la Segunda Guerra Mundial en el este de Europa. Posteriormente, este reclutamiento fue muy controvertido, ya que muchos eran oficiales del Ejército y las SS que habían estado relacionados con las atrocidades nazis durante la guerra. Por otro lado, la Organización no fue muy eficiente, debido a su propia infiltración por agentes comunistas. La Organización Gehlen fue la única organización de inteligencia prooccidental compuesta por ciudadanos alemanes, y era un grupo no subordinado al gobierno de Adenauer.
En 1956 el canciller alemán aprobó la formación oficial del BND como la rama de inteligencia extranjera en Alemania, y designó a Reinhard Gehlen como su presidente. Gehlen se mantuvo en este puesto hasta 1968.

### Actividades contra Alemania del Este
Al otro lado de la telón de acero se había formado la República Democrática Alemana (RDA), conocida como Alemania Oriental, un Estado socialista bajo protección soviética y dirigido por Walter Ulbricht. En la RDA quedaron alemanes opuestos al régimen de la DDR; no sólo ex-nazis, sino conservadores, comerciantes, sindicalistas, y liberales. Hasta 1961 el pasaje de residentes orientales a Alemania Occidental era difícil de impedir debido a las largas fronteras entre las dos Alemanias y la división de Berlín en dos partes. Gehlen obraba siempre para ganar agentes en los servicios de seguridad de la RDA, especialmente en el Ministerum fur die Staatssicherheit ("Ministro para la Seguridad del Estado", conocido popularmente como "Stasi"). Muchos agentes de bajo nivel del BND resultaban ser agentes dobles al servicio de la Stasi.
El fracaso del BND para desarrollar una verdadera inteligencia sobre lo que ocurría tras las fronteras de la RDA se vio confirmada cuando el 13 de agosto de 1961 comenzó la construcción del Muro de Berlín, hecho del que el BND no había ni siquiera sospechado. Sin embargo, en otros ámbitos el BND mantuvo un buen flujo de información. Antes del comienzo de la Guerra de los Seis Días, los servicios secretos alemanes estaban al tanto de los planes militares israelíes y así se lo transmitieron a los estadounidenses, que pensaban que no se produciría ninguna ofensiva. En 1968 los informes del BND también lograron predecir la invasión soviética de Checoslovaquia, durante la llamada "Primavera de Praga", a pesar de que el embajador norteamericano en Moscú definiera esta información como una simple "invención alemana".
A finales de los años 60 la dirección del BND por Gehlen empezaba a adolecer de graves deficiencias, en parte por su obsolescencia incluso por nepotismo (en un momento dado 16 miembros de su familia se hallaban trabajando en el servicio secreto). En sus últimos años Gehlen se encontraba semirretirado del servicio y muchos fallos se producían durante el periodo de largas vacaciones que Gehlen se tomaba.
El punto culminante de la infiltración de la Stasi en el estado alemán occidental fue el Hauptverwaltung Aufklärung (HVA, u "Administración central de Reconocimiento"), dirigido por el Coronel General Markus Wolf. El HVA tuvo importantes éxitos en contra de la seguridad de Alemania Occidental: El mejor ejemplo fue Günter Guillaume, un ayudante del Canciller Willy Brandt en el que este confiaba plenamente, y que en realidad era un agente infiltrado en la cancillería por el HVA. El descubrimiento de Günter Guillaume provocó daños irreversibles a la imagen pública de Brandt, que renunció como canciller en 1974. Brandt, un símbolo de cooperación entre las dos Alemanias, fue la víctima directa más elevada del espionaje comunista en la Guerra Fría.

### Los años del terrorismo
Tras la salida de Gehlen de la dirección del BND, el general del Bundeswehr Gerhard Wessel implementó un amplio programa con el objetivo de modernizar y potenciar la estructura y el funcionamiento del servicio secreto.
Pero para entonces, durante los años 1960 ya se había abierto otro frente en la Alemania Occidental que afectó directamente a las actividades del BND: la lucha por los ideales políticos y sociales de la juventud alemana. En 1968 alumnos universitarios en la Alemania Federal empezaron a manifestarse contra las políticas económicas y sociales en su país. De los orígenes pacíficos en 1968 de la denominada "Oposición extraparlamentaria", a partir de 1969 surgieron movimientos violentos y revolucionarios como la Fracción del Ejército Rojo (RAF), y las Células Revolucionarias (RZ). Varios de los primeros miembros de estos grupos terroristas de izquierda, salieron a Siria, Libia a recibir entrenamiento militar en los campos de Fatah, tarea que fue de gran importancia para el BND.
También se dedicó a combatir acciones terroristas que venían desde el extranjero, como fue el atentado perpetrado por libios contra una discoteca de Berlín occidental en 1986.

### Últimos tiempos
Después de la caída del Muro de Berlín y la reunificación alemana, los objetivos del BND cambiaron radicalmente y con la desaparición del espionaje de los espías del Bloque del este, pasó a centrarse más al ámbito doméstico. En fechas más recientes ha enfocado sus redes de espionaje sobre los movimientos islamistas en Alemania y los posibles atentados que estos pudieran cometer.

## Estructura
Desde 2009, el Bundesnachrichtendienst se divide en doce Directorios, que cubren las diversas tareas operacionales de un servicio de inteligencia. Antes de 2009 constaba de ocho ramas.
- Gesamtlage / Führungs- und Informationszentrum (GL) - Dirección central.
- Unterstützende Fachdienste (UF) - Servicios de apoyo especializados.
- Einsatzgebiete / Auslandsbeziehungen (EA) - Áreas de operación & enlaces con el extranjero.
- Technische Aufklärung (TA) - Inteligencia de señales.
- Regionale Auswertung und Beschaffung A (LA) und Regionale Auswertung und Beschaffung B (LB) - Análisis y Compras Regionales, secciones A y B.
- Internationaler Terrorismus und Internationale Organisierte Kriminalität (TE) - Terrorismo internacional y Crimen organizado internacional.
- Proliferation, ABC-Waffen, Wehrtechnik (TW) - Proliferación y armas NBQ.
- Eigensicherung (SI) - Seguridad.
- Technische Unterstützung (TU) - Apoyo técnico.
- Technische Entwicklung (TK) - Desarrollo técnico.
- Zentralabteilung (ZY) - Servicios centrales.
- Gesamtumzug (UM) - Traslado a las nuevas oficinas centrales en Berlín.

## Dirección

### Presidentes del BND
|    | Nombre                | Inicio en el cargo      | Fin en el cargo         | Notas                 |
| -- | --------------------- | ----------------------- | ----------------------- | --------------------- |
| 1  | Reinhard Gehlen       | 1 de abril de 1956      | 30 de abril de 1968     |                       |
| 2  | Gerhard Wessel        | 1 de mayo de 1968       | 31 de diciembre de 1978 |                       |
| 3  | Klaus Kinkel          | 1 de enero de 1979      | 26 de diciembre de 1982 |                       |
| 4  | Eberhard Blum         | 27 de diciembre de 1982 | 31 de julio de 1985     |                       |
| 5  | Heribert Hellenbroich | 1 de agosto de 1985     | 27 de agosto de 1985    |                       |
| 6  | Hans-Georg Wieck      | 4 de septiembre de 1985 | 2 de octubre de 1990    | Reunificación alemana |
| 7  | Konrad Porzner        | 3 de octubre de 1990    | 31 de marzo de 1996     |                       |
| 8  | Gerhard Güllich       | 1 de abril de 1996      | 4 de junio de 1996      | Interino              |
| 9  | Hansjörg Geiger       | 4 de junio de 1996      | 17 de diciembre de 1998 |                       |
| 10 | August Hanning        | 17 de diciembre de 1998 | 30 de octubre de 2005   |                       |
| 11 | Ernst Uhrlau          | 1 de diciembre de 2005  | 7 de diciembre de 2011  | Asesinatos neonazis   |
| 12 | Gerhard Schindler     | 7 de diciembre de 2011  | Actualidad              |                       |

### Vicepresidentes del BND
El presidente del BND tiene dos ayudantes directos: un Vicepresidente, cargo creado en 1957, y un Vicepresidente para asuntos militares, creado en el 2003.
|    | Nombre                                 | Inicio en el cargo    | Fin en el cargo          | Notas                  |
| -- | -------------------------------------- | --------------------- | ------------------------ | ---------------------- |
| 1  | Hans-Heinrich Worgitzky                | 24 de mayo de 1957    | 1967                     |                        |
| 2  | Horst Wendland                         | 1967                  | 8 de octubre de 1968     | Suicidio               |
| 3  | Dieter Blötz                           | 4 de mayo de 1970     | agosto de 1979           |                        |
| 4  | Norbert Klusak                         | 1 de abril de 1980    | 27 de febrero de 1986    |                        |
| 5  | Paul Münstermann                       | 1986                  | 27 de agosto de 1994     |                        |
| 6  | Gerhard Güllich                        | 1994                  | 1996                     | Cargo interino         |
| 7  | Rainer Kesselring                      | 18 de junio de 1996   | septiembre de 1998       |                        |
| 8  | Rudolf Adam                            | Julio 2001            | 31 de marzo de 2004      |                        |
| -  | Werner Schowe                          | 15 de octubre de 2003 | 30 de septiembre de 2005 | Vicepresidente militar |
| 9  | Rüdiger von Fritsch-Seerhausen         | 1 de mayo de 2004     | 2007                     |                        |
| -  | Georg Freiherr von Brandis             | 4 de octubre de 2005  | Febrero de 2008          | Vicepresidente militar |
| 10 | Arndt Freiherr Freytag von Loringhoven | 2007                  | 2010                     |                        |
| 11 | Géza Andreas Freiherr von Geyr         | 2010                  | Actualidad               |                        |